# Natação nos Jogos Insulares de 2025
As competições de natação nos Jogos Insulares de 2023 serão disputadas em Kirkwall, em Orkney, entre os dias 14 e 17 de julho. Serão realizados um total de quarenta e seis eventos, entre masculino, feminino e disputa mista. As competições de natação ocorrerão no Pickaquoy Centre.

## Participantes
- Åland
- Anglesey
- Gibraltar
- Gotland
- Gozo
- Groelândia
- Guernsey
- Ilha de Man
- Ilha de Wight
- Ilhas Cayman
- Ilhas Faroé
- Ilhas Malvinas
- Ilhas Ocidentais
- Jersey
- Minorca
- Orkney (Anfitrião)
- Santa Helena
- Shetland

## Medalhistas

### Masculino
| Evento                     | Ouro | Ouro | Prata | Prata | Bronze | Bronze |
| -------------------------- | ---- | ---- | ----- | ----- | ------ | ------ |
| 50 m livre                 |      |      |       |       |        |        |
| 100 m livre                |      |      |       |       |        |        |
| 200 m livre                |      |      |       |       |        |        |
| 400 m livre                |      |      |       |       |        |        |
| 800 m livre                |      |      |       |       |        |        |
| 1500 m livre               |      |      |       |       |        |        |
| 50 m costas                |      |      |       |       |        |        |
| 100 m costas               |      |      |       |       |        |        |
| 200 m costas               |      |      |       |       |        |        |
| 50 m peito                 |      |      |       |       |        |        |
| 100 m peito                |      |      |       |       |        |        |
| 200 m peito                |      |      |       |       |        |        |
| 50 m borboleta             |      |      |       |       |        |        |
| 100 m borboleta            |      |      |       |       |        |        |
| 200 m borboleta            |      |      |       |       |        |        |
| 100 m medley               |      |      |       |       |        |        |
| 200 m medley               |      |      |       |       |        |        |
| 400 m medley               |      |      |       |       |        |        |
| Revezamento 4x50 m livre   |      |      |       |       |        |        |
| Revezamento 4x100 m livre  |      |      |       |       |        |        |
| Revezamento 4x50 m medley  |      |      |       |       |        |        |
| Revezamento 4x100 m medley |      |      |       |       |        |        |

### Feminino
| Evento                     | Ouro | Ouro | Prata | Prata | Bronze | Bronze |
| -------------------------- | ---- | ---- | ----- | ----- | ------ | ------ |
| 50 m livre                 |      |      |       |       |        |        |
| 100 m livre                |      |      |       |       |        |        |
| 200 m livre                |      |      |       |       |        |        |
| 400 m livre                |      |      |       |       |        |        |
| 800 m livre                |      |      |       |       |        |        |
| 1500 m livre               |      |      |       |       |        |        |
| 50 m costas                |      |      |       |       |        |        |
| 100 m costas               |      |      |       |       |        |        |
| 200 m costas               |      |      |       |       |        |        |
| 50 m peito                 |      |      |       |       |        |        |
| 100 m peito                |      |      |       |       |        |        |
| 200 m peito                |      |      |       |       |        |        |
| 50 m borboleta             |      |      |       |       |        |        |
| 100 m borboleta            |      |      |       |       |        |        |
| 200 m borboleta            |      |      |       |       |        |        |
| 100 m medley               |      |      |       |       |        |        |
| 200 m medley               |      |      |       |       |        |        |
| 400 m medley               |      |      |       |       |        |        |
| Revezamento 4x50 m livre   |      |      |       |       |        |        |
| Revezamento 4x100 m livre  |      |      |       |       |        |        |
| Revezamento 4x50 m medley  |      |      |       |       |        |        |
| Revezamento 4x100 m medley |      |      |       |       |        |        |

### Misto
| Evento                    | Ouro | Ouro | Prata | Prata | Bronze | Bronze |
| ------------------------- | ---- | ---- | ----- | ----- | ------ | ------ |
| Revezamento 4x50 m livre  |      |      |       |       |        |        |
| Revezamento 4x50 m medley |      |      |       |       |        |        |

## Quadro de medalhas
Atualizado em 12 de julho de 2025
| Pos                 | Equipe              | Ouro | Prata | Bronze | Total |
| 1                   | Åland               | 0    | 0     | 0      | 0     |
| 2                   | Anglesey            | 0    | 0     | 0      | 0     |
| 3                   | Gibraltar           | 0    | 0     | 0      | 0     |
| 4                   | Gotland             | 0    | 0     | 0      | 0     |
| 5                   | Gozo                | 0    | 0     | 0      | 0     |
| 6                   | Groelândia          | 0    | 0     | 0      | 0     |
| 7                   | Guernsey            | 0    | 0     | 0      | 0     |
| 8                   | Ilha de Man         | 0    | 0     | 0      | 0     |
| 9                   | Ilha de Wight       | 0    | 0     | 0      | 0     |
| 10                  | Ilhas Cayman        | 0    | 0     | 0      | 0     |
| 11                  | Ilhas Faroé         | 0    | 0     | 0      | 0     |
| 12                  | Ilhas Malvinas      | 0    | 0     | 0      | 0     |
| 13                  | Ilhas Ocidentais    | 0    | 0     | 0      | 0     |
| 14                  | Jersey              | 0    | 0     | 0      | 0     |
| 15                  | Minorca             | 0    | 0     | 0      | 0     |
| 16                  | Orkney              | 0    | 0     | 0      | 0     |
| 17                  | Santa Helena        | 0    | 0     | 0      | 0     |
| 18                  | Shetland            | 0    | 0     | 0      | 0     |
| Totais (18 Equipes) | Totais (18 Equipes) | 0    | 0     | 0      | 0     |